# Пісочниця (комп'ютерна безпека)
Пісо́чниця (англ. sandbox) — в комп'ютерній безпеці — механізм для безпечного виконання програм. Пісочниці часто використовують для запуску непротестованого коду, неперевіреного коду з ненадійних джерел, а також для запуску та виявлення вірусів.

## Опис
Пісочниця — це, зазвичай, жорстко контрольований набір ресурсів (місце на жорсткому диску та в оперативній пам'яті) для виконання гостьової програми. Доступ до мережі, системних ресурсів операційної системи, пряме зчитування інформації з пристроїв введення найчастіше або частково емулюються, або сильно обмежуються. Пісочниці є прикладом віртуалізації.
Підвищена безпека виконання коду в пісочниці передбачає захист системи від великих навантажень — саме тому деякі види пісочниць використовують для запуску невідлагодженого або шкідливого коду.
Найчастіше зустрічаються пісочниці таких видів:
- Аплети, які виконуються у віртуальній машині або інтерпретаторі, що дозволяє запускати Java-код із будь-яких вебсайтів без загрози операційній системі.
- Так звані «в'язниці» (jail, chroot jail) також дозволяють вводити обмеження ресурсів для користувачів і процесів деяких ОС.
- Віртуальні машини, які повністю емулюють «стандартний» комп'ютер (наприклад, VirtualBox). Розвитком ідеї є Qubes OS, у якій процеси поділені на домени, і кожен домен виконується у окремій віртуальній машині Xen.
- Системи, засновані на «можливості» (capability-based security[en]), також дозволяють обмежувати ресурси програм, в залежності від призначених їм «можливостей».

Крім обмеження шкідливого й неперевіреного коду, пісочниці також використовуються в процесі розробки програмного забезпечення для запуску «сирого» коду, який може випадково пошкодити систему або зіпсувати складну конфігурацію. Такі «тестувальні» пісочниці копіюють основні елементи середовища, для якого пишеться код, і дозволяють розробникам швидко й безболісно експериментувати з невідлагодженим кодом.